# Livendula
Genre
Livendula est un genre d'insectes lépidoptères de la famille des Riodinidae.

## Dénomination
Le nom Livendula leur a été donné par Jason Piers Wilton Hall en 2007.
Ils résident en Amérique du Sud.

## Liste des espèces
- Livendula amasis (Hewitson, 1870); présent en Bolivie, en Équateur et au Pérou.
- Livendula aminias (Hewitson, 1863); présent en Guyane, au Venezuela et au Brésil.
- Livendula aristus (Stoll, [1790]); présent au Surinam et au Brésil.
- Livendula balista (Hewitson, 1863); présent en Guyane et au Brésil.
- Livendula epixanthe (Stichel, 1911); présent au Brésil.
- Livendula huebneri (Butler, 1867); présent au Brésil.
- Livendula jasonhalli (Brévignon & Gallard, 1999); présent en Guyane
- Livendula leucocyana (Geyer, 1837); en Amazonie.
- Livendula leucophaea (Hübner, [1821]); présent au Brésil.
- Livendula pauxilla (Stichel, 1911); présent au Pérou.
- Livendula violacea (Butler, 1867); présent au Brésil et au Pérou.

### Source
- Livendula sur funet